# Мечеть Кобе

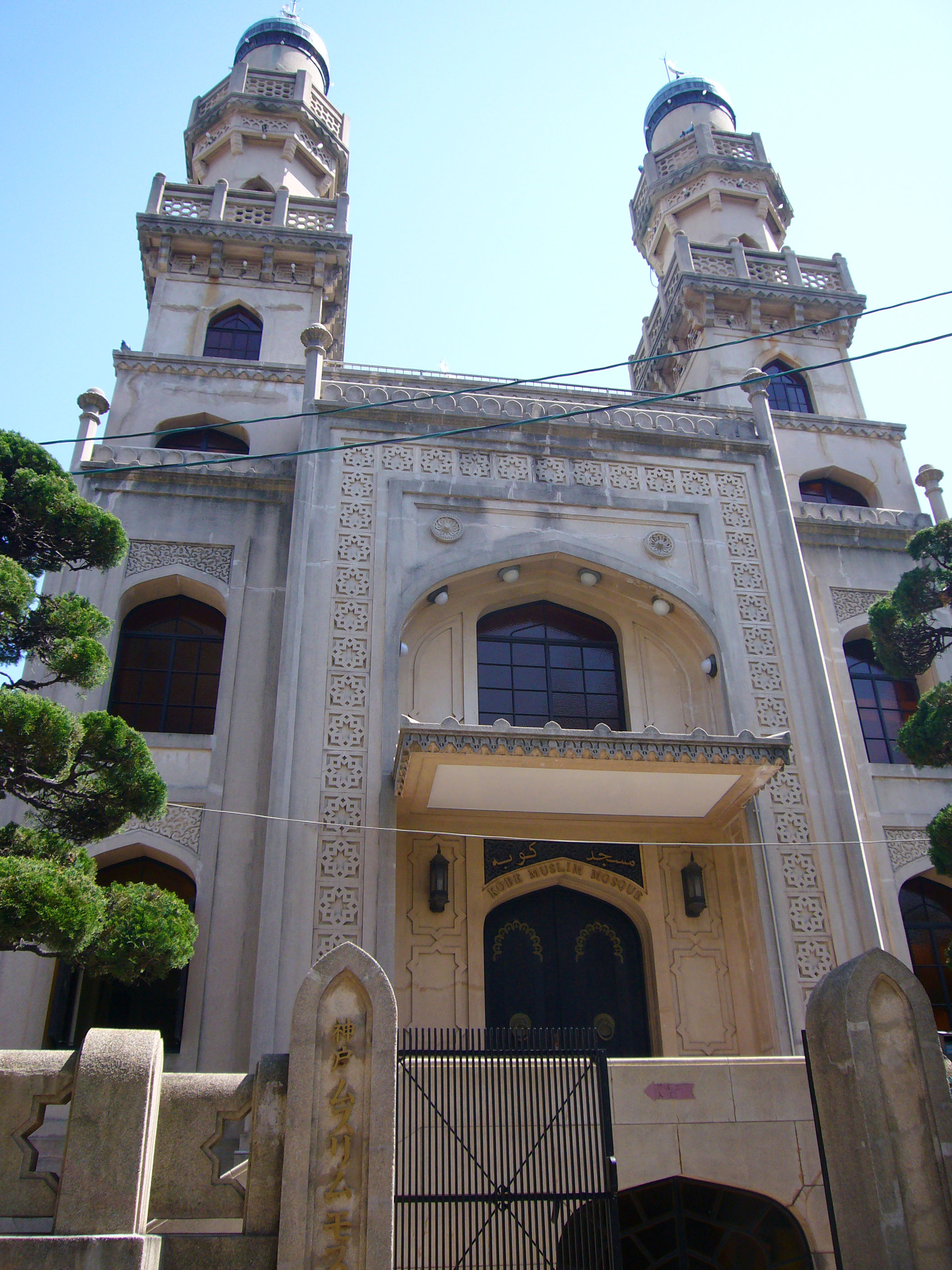
Мечеть Кобе

Мечеть Кобе (яп. 神戸モスク) — была заложена в октябре 1935 г. в Кобе. Это первая мечеть Японии.

## История
Её строительство финансировалось за счёт пожертвований, собранных Исламским комитетом Кобе с 1928 до 1935. Мечеть была конфискована Имперским японским Флотом в 1943. Однако, это не мешает ей функционировать как мечеть сегодня. Её основание и структура были сделаны так, что мечеть смогла устоять при землетрясении 1995 г.
Мечеть была построена в традиционном турецком стиле чешским архитектором Яном Йозефом Швагром (1885—1969), этот архитектор построил много зданий религиозного назначения по всей Японии.